# 교황 아데오다토 2세
교황 아데오다토 2세(라틴어: Adeodatus PP. II, 이탈리아어: Papa Adeodato II)는 제77대 교황(재위: 672년 4월 11일 - 676년 6월 17일)이다. 교황 아데오다토 2세에 대해서는 알려진 바가 거의 없다. 현재 남아있는 대부분의 기록에서는 아데오다토 2세가 특히 가난한 사람들과 순례자들에 대해서 관대한 교황으로 널리 알려져 있었다고 전하고 있다.
아데오다토 2세는 로마 태생으로 베네딕도회에 입회하여 첼리오 언덕에 있는 성 에라스모 수도원의 수사가 되었다. 그는 수도원의 규율을 강화하고 단의설을 배척하는데 앞장 섰으며, 베네치아에게는 자치적으로 도제를 선출할 수 있는 권한을 부여하였다.
교황으로 선출되었을 때 아데오다토 2세는 이미 나이가 많아 4년이나 재임했음에도 불구하고 많은 성과를 이루는 덴 실패하였다.